# Răcire termoelectrică

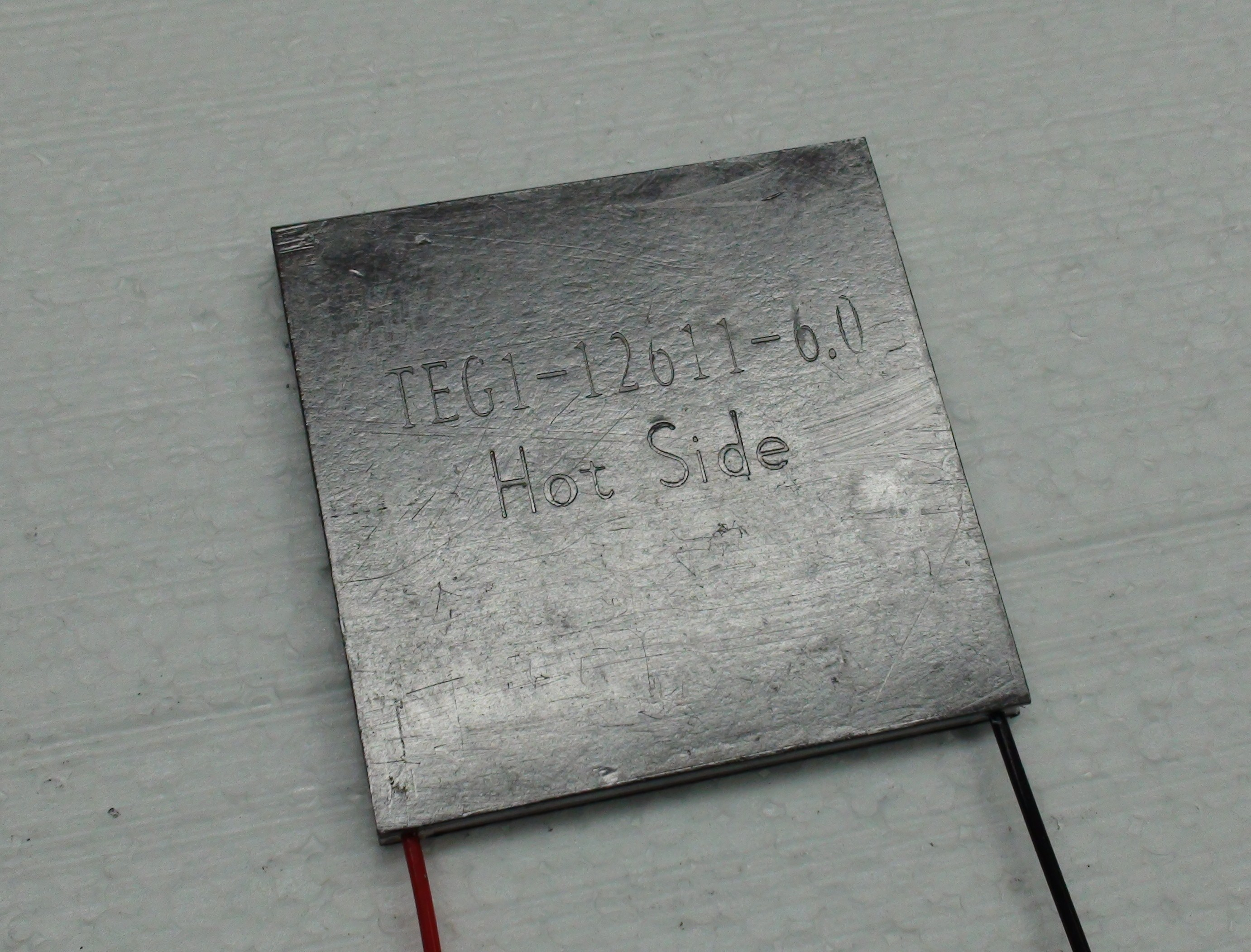
Modul de răcire termoelectrică prin efectul Peltier

Răcirea termoelectrică folosește efectul Peltier pentru a produce un schimb de căldură la joncțiunea a două tipuri diferite de materiale. Un răcitor, un încălzitor sau o pompă de căldură bazate pe efectul Peltier sunt dispozitive în stare solidă care transmit căldura de la o parte la cealaltă a dispozitivului, cu consum de energie electrică, în funcție de direcția curentului. Un astfel de instrument poate fi folosit fie pentru încălzire, fie pentru răcire. Poate fi folosit și ca regulator de temperatură, care fie încălzește, fie răcește.
Această tehnologie este mult mai puțin folosită la refrigerare decât cea cu compresiune mecanică de vapori. Avantajele principale ale unui răcitor termoelectric în comparație cu un frigider cu compresiune mecanică de vapori sunt lipsa pieselor în mișcare sau a agentului frigorific, lipsa scurgerilor, durata de viață foarte mare, dimensiunea mică și forma flexibilă. Principalele sale dezavantaje sunt costul ridicat pentru o anumită capacitate de răcire și eficiența energetică mică.

## Principiu de funcționare

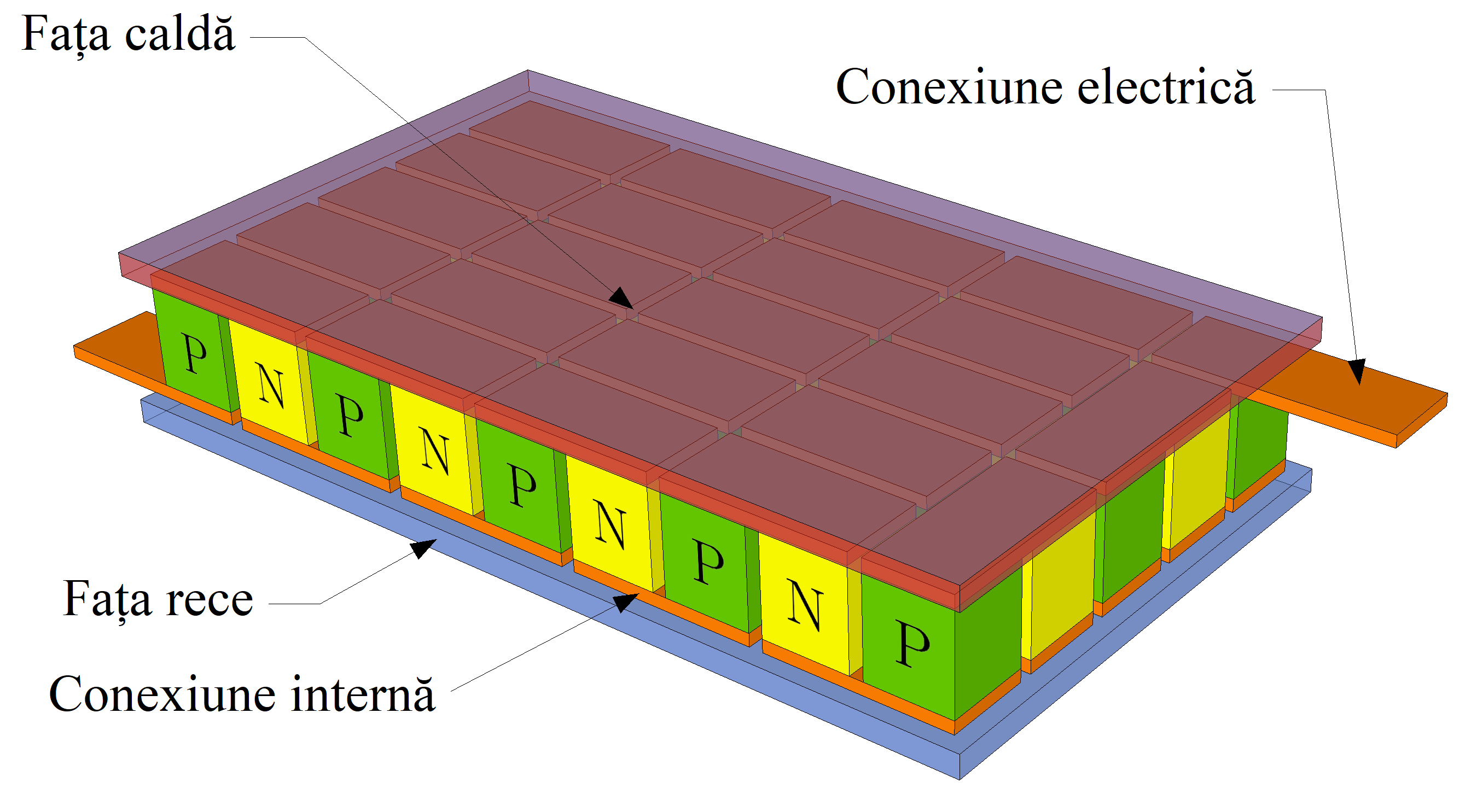
Structura unui chip Peltier. Elementele sunt legate din punct de vedere termic în paralel iar d.p.d.v. electric în serie.

Răcitoarele termoelectrice funcționează prin efect Peltier. Un element termoelectric este realizat din trei componente; conductoarele (sudurile), elementele și substratul, iar mai multe dintre aceste elemente sunt conectate electric în serie, dar termic în paralel. Când un curent electric continuu trece prin dispozitiv, acesta face ca un capăt al unui element să devină mai rece, iar celălalt mai cald. Capetele calde sunt atașate la un radiator, astfel încât să rămână peste temperatura ambiantă, în timp ce partea rece este sub temperatura ambiantă. În aplicații speciale, mai multe răcitoare pot fi montate în cascadă, sau montate împreună, pentru o temperatură mai scăzută, dar eficiența globală scade semnificativ. Eficiența maximă a oricărui sistem de refrigerare este limitată de diferența dintre temperatura dorită (partea rece) și temperatura ambiantă (partea caldă, la temperatura radiatorului). Cu cât diferența de temperatură este mai mare, cu atât eficiența teoretică maximă este mai mică.
Cantitatea de căldură care poate fi transmisă prin efect Peltier din spațiul răcit este proporțională cu curentul și timpul.
{\displaystyle Q=\Phi It}
unde {\displaystyle \Phi } este coeficientul Peltier, I este curentul și t este timpul.
Coeficientul Peltier depinde de temperatură și de materialele din care sunt fabricate elementele. O valoare de 10 W/A este una obișnuită, dar aceasta este diminuată de două fenomene: 
- conform legii lui Ohm, un element Peltier va produce căldură prin efect Joule-Lenz:[5][7]

{\displaystyle Q_{R}=RI^{2}t}
unde R este rezistența;
- va exista un flux termic de la fața fierbinte la fața rece prin conducție termică în interiorul elementului însuși, un efect care devine tot mai puternic pe măsură ce diferența de temperatură crește.

Rezultatul este că căldura transmisă prin efect Peltier scade pe măsură ce diferența de temperatură crește, iar modulul devine tot mai puțin eficient. Căldura dezvoltată prin efect Joule-Lenz se transmite capetelor elementelor, deoarece între elementele alăturate nu există diferențe de temperatură. Dacă jumătate din căldura dezvoltată depășește căldura transmisă prin efect Peltier, fața „rece” începe să încălzească în loc să răcească. Un răcitor termoelectric cu o singură treaptă va produce de obicei o diferență de temperatură maximă de 70 °C între fețele sale caldă și rece.
Altă problemă provine din faptul că dimensiunile unui modul sunt mici. Din această cauză:
- fața fierbinte și cea rece vor fi foarte aproape una de cealaltă (la câțiva milimetri distanță), favorizând fluxul termic dintre fețele caldă și rece;
- o dimensiune uzuală de 40 mm × 40 mm poate genera 60 W sau mai mult – adică 4 W/cm2 sau mai mult – necesitând un radiator puternic pentru disiparea căldurii.

În aplicațiile de răcire, joncțiunile termoelectrice au o eficiență de aproximativ 1/4 față de mijloacele convenționale (răcire cu compresie de vapori): oferă aproximativ 10–15 % eficiență față de cea a ciclului Carnot inversat, față de c. 40–60 % ale sistemelor convenționale cu ciclu de compresiune de vapori.
Pentru îmbunătățirea eficienței:
- diferența de temperatură trebuie menținută cât mai mică posibil;
- curentul trebuie menținut scăzut, deoarece raportul dintre căldura transmisă prin efect Peltier căldura dezvoltată prin efect Joule-Lenz este {\displaystyle {\frac {Q}{Q_{R}}}={\frac {\Phi }{RI}}}.

Însă deoarece un curent mic înseamnă și o cantitate mică de căldură transmisă, pentru toate scopurile practice eficiența va fi scăzută.

### Construcție
Sunt utilizați doi semiconductori de tipuri diferite, unul de tip n și celălalt de tip p, deoarece trebuie să aibă densități de electroni diferite. Elementele semiconductoare de tip p și n sunt așezate în paralel d.p.d.v. termic și în serie d.p.d.v. electric și apoi solidarizate pe fiecare parte cu câte o placă conducătoare termic, de obicei din ceramică, eliminând necesitatea unui izolator electric separat. Când se aplică o tensiune la capetele libere ale celor doi semiconductori, prin elementele semiconductoare apare un curent continuu, provocând la capetele elementelor o diferență de temperatură. Fața cu placa rece absoarbe căldură, care este apoi transportată de semiconductor pe cealaltă față a dispozitivului.
Capacitatea de răcire a chipului este proporțională cu secțiunea transversală totală a tuturor elementelor. Lungimea elementelor este stabilită de un echilibru între elemente mai lungi, care ar avea o rezistență termică mai mare între capete și ar permite atingerea unei temperaturi mai scăzute dar ar produce o încălzire mai mare prin efect Joule-Lenz, și elemente mai scurte, care ar avea o eficiență electrică mai mare, dar ar permite trecerea a mai multă căldură din partea caldă spre cea rece prin conducție termică. Pentru diferențe mari de temperatură, elementele lungi sunt mult mai puțin eficiente decât stivuirea de elemente scurte separate.

### Materiale

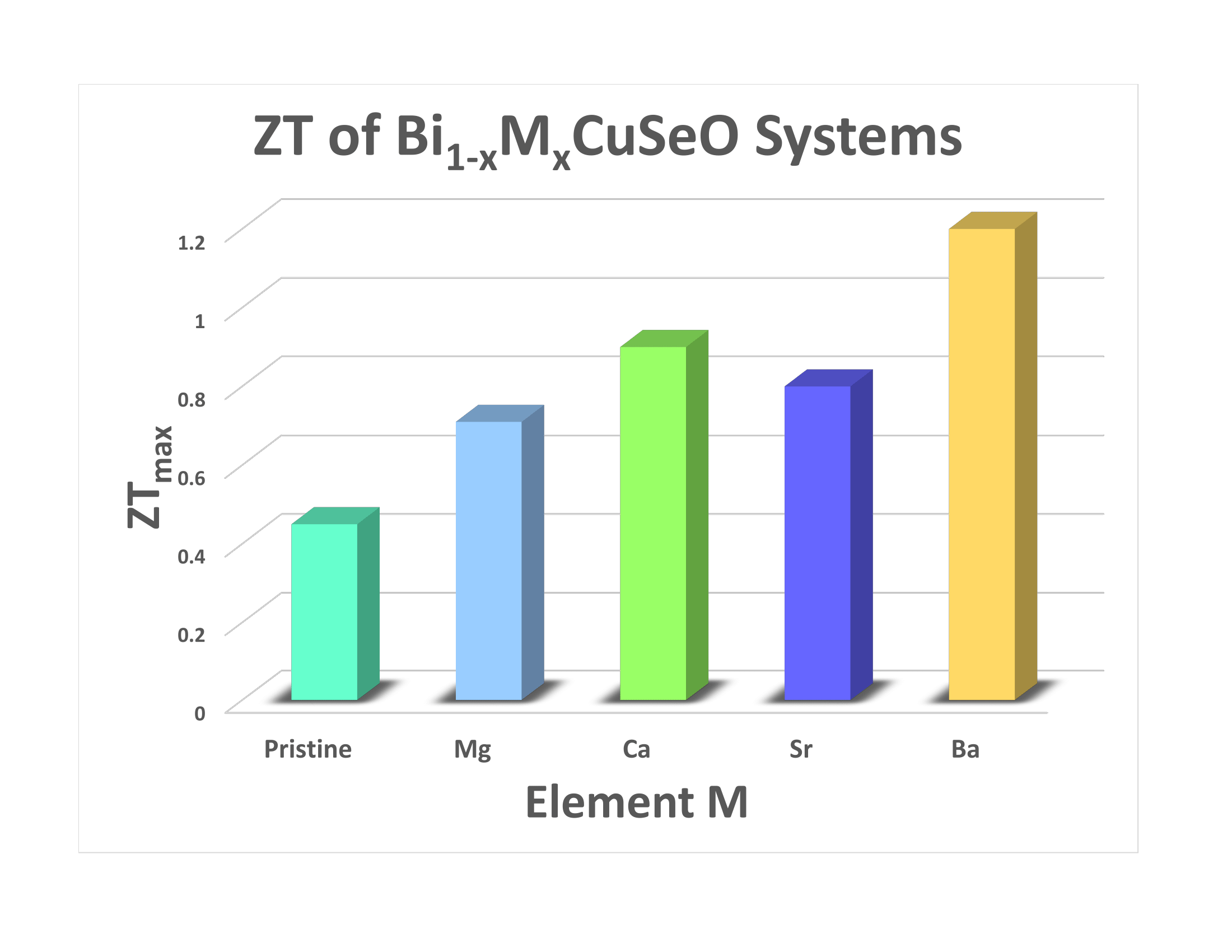
Valori ZT pentru diverse materiale și aliaje de bismut

Cerințele pentru materiale termoelectrice sunt:
- semiconductori cu bandă interzisă îngustă datorită funcționării la temperatura camerei;
- conductivitate electrică ridicată (pentru a reduce rezistența electrică, o sursă de căldură nedorită);
- conductivitate termică scăzută (pentru a frâna căldura să revină din partea caldă în partea rece); aceasta se transmite de obicei prin elemente grele
- modul mare, structură complexă;
- foarte anizotrop sau foarte simetric;
- compoziții complexe.

Materialele potrivite pentru sistemele cu eficiență mare trebuie să aibă o combinație de conductivitate termică scăzută și conductivitate electrică ridicată. Efectul combinat al diferitelor combinații de materiale este comparat folosind criteriul ZT:
{\displaystyle \mathbb {Z} \mathrm {T} =(\alpha ^{2}\sigma \mathrm {T} )/\kappa }
unde {\displaystyle \alpha } este coeficientul Seebeck, {\displaystyle \sigma } este conductivitatea electrică și {\displaystyle \kappa } este conductivitatea termică.
Există puține materiale care sunt potrivite, deoarece relația dintre conductibilitatea termică și cea electrică este de obicei o corelație pozitivă. Materiale termoelectrice utilizate ca semiconductori sunt telurura de bismut (Bi2Te3), telurura de plumb (PbTe), siliciu–germaniu (Si1-xGex) și aliajele de antimoniură de bismut (Bi1-xSbx). Dintre acestea, telurura de bismut este cea mai utilizată.

## Avantaje și dezavantaje
Principalul avantaj este lipsa părților în mișcare, ceea ce elimină uzura mecanică. Actual timpul mediu între defectări (MTBF) depășește 100 000 de ore la temperaturi ambientale.
Alt avantaj este posibilitatea de a funcționa ca regulator al temperaturii. Deoarece fluxul termic este direct proporțional cu curentul prin modul, el poate fi comandat cu exactitate, astfel că temperatura poate fi controlată la fracțiuni de grad, iar în condiții de laborator chiar de miligrade.
Alt avantaj este dimensiunea redusă și forma mult mai ușor de adaptat decât a unei instalații frigorifice de alt tip. De asemenea, faptul că nu folosește agenți frigorifici nu afectează clima.
Principalul dezavantaj este eficiența energetică mai scăzută decât a instalațiilor cu compresiune de vapori. Datorită acestei eficiențe mai scăzute, răcirea termoelectrică este, în general, utilizată numai în medii în care construcția fără piese în mișcare, întreținerea redusă, dimensiunea compactă și insensibilitatea la orientare sunt mai importante decât eficiența energetică. 